# Davide Consorte
Davide Consorte (Pescara, 27 maggio 1979) è un velista italiano, noto per le sue imprese transoceaniche in solitario.

## Biografia
Naviga dalla primissima infanzia sulla barca di famiglia: a sei anni inizia a regatare con barca a vela, in categoria Optimist, e dall'età di 11 anni continua con la categoria Europa, partecipando a regate regionali e nazionali.
A 18 anni realizza il suo primo comando e trasferimento di barca a vela in solitario, a 20 anni la sua prima traversata atlantica in equipaggio, a 28 anni, dopo aver percorso un totale di oltre 20.000 miglia nautiche, affronta la sua prima traversata atlantica in solitario, dalla Martinica alle Azzorre/Horta, impiegando meno di 14 giorni con un'imbarcazione da crociera, un Sun Odissey 49.
Durante quel viaggio matura il progetto di usare un prototipo race, una barca a vela ultraleggera, modello Pogo 40S, di fabbricazione francese, spartana nei suoi interni, dalla vivibilità ridottissima, progettata per confrontarsi nelle regate internazionali più estreme in CLASS40.
Nell'aprile 2009, a bordo del Pogo40S-Courrier de L'Odet 69, si classifica al primo posto alla "Roma per 2" (Riva di Traiano-Ventotene-Lipari e ritorno) e alla "Round Sardinia Race". Nello stesso anno partecipa a due regate oceaniche internazionali "Les Sables - Horta - Les Sables" (2800 miglia) e "La Solidaire du Chocolat" Francia-Messico (6000 miglia, 32 giorni di navigazione), classificandosi 13º posto.
Nel 2010 affronta la regata "Route du Rhum", 4000 miglia in solitario da Saint Malo a Pointe-à-Pitre. Percorre la rotta verso Nord, 50º parallelo. Il 3 novembre, a causa di una serie di avarie a cui si aggiunge la rottura della drizza della randa, decide di ritirarsi e di fare ritorno nel porto francese di La Trinité-sur-Mer.
Alla "Route du Rhum", come in altre regate internazionale partecipa portando sulla randa logo e riferimenti ad associazioni umanitarie e di sostegno a persone malate e disabili, “Raise a Sail, Help Cure Cancer.
Dopo la "Route du Rhum", nel periodo 2011-2013, compie altre quattro traversate oceaniche e diversi trasferimenti in Europa e Mar dei Caraibi.